# Thaeme & Thiago (álbum)
Thaeme & Thiago é o álbum de estreia da dupla Thaeme & Thiago, lançado em 2011. O álbum traz a faixa "Ai Que Dó" que é conhecida como o marco inicial da carreira da dupla. O início da dupla foi no Paraná, durante um show dos amigos Fernando & Sorocaba, onde Thaeme e Thiago Servo acabaram se encontrando nos bastidores e apresentaram suas criações musicais. O encontro deu tão certo que Sorocaba sugeriu a formação da dupla, que foi oficializada uma semana depois. Em 2011, com apenas um mês de carreira, a dupla lançou seu primeiro CD "Thaeme e Thiago", de forma independente. A canção "Barraco" havia sido lançada por Thaeme, ainda em carreira solo, pouco antes de formar a dupla.

## Lista de faixas
| N.º            | Título                                | Compositor(es)                                 | Duração  |  |
| 1.             | "Ai Que Dó"                           | Thiago Servo, Roberto Sampaio                  | 3:18     |  |
| 2.             | "Pisa Que Eu Gamo"                    | Thiago Servo, Sorocaba                         | 3:00     |  |
| 3.             | "Apocalipse" (Part. Marcos & Belutti) | Thiago Servo                                   | 3:02     |  |
| 4.             | "Na Realidade"                        |                                                | 3:13     |  |
| 5.             | "Seu Chamado"                         | Thiago Servo                                   | 3:22     |  |
| 6.             | "Príncipe Encantado"                  |                                                | 3:13     |  |
| 7.             | "Perdeu" (Part. Fernando & Sorocaba)  |                                                | 3:19     |  |
| 8.             | "Barraco"                             | Tatielle Roso, Sorocaba                        | 3:00     |  |
| 9.             | "Eternidade"                          | Thiago Servo                                   | 3:21     |  |
| 10.            | "Estou No Limite"                     |                                                | 3:08     |  |
| 11.            | "Ele Me Deu o Troco"                  | Thiago Servo, Roberto Sampaio, Thyeres Marques | 2:41     |  |
| 12.            | "Socorro"                             |                                                | 2:54     |  |
| 13.            | "Não"                                 |                                                | 3:24     |  |
| 14.            | "A Casa"                              | Thiago Servo, Roberto Sampaio                  | 4:06     |  |
| 15.            | "Fim de Noite"                        | Thiago Servo, Thiago dos Santos                | 3:06     |  |
| Duração total: | Duração total:                        | Duração total:                                 | 00:48:07 |  |